# Gaston Roelants
Gaston Roelants (ur. 5 lutego 1937 w Opvelp) – belgijski lekkoatleta długodystansowiec, mistrz olimpijski.
Początkowo specjalizował się w biegu na 3000 metrów z przeszkodami. Na igrzyskach Olimpijskich w 1960 w Rzymie zajął na tym dystansie 4. miejsce. Zwyciężył na mistrzostwach Europy w 1962 w Belgradzie. 7 czerwca 1963 ustanowił rekord świata z wynikiem 8:29,3 poprawiając dotychczasowy rekord Zdzisława Krzyszkowiaka.
Największy sukces odniósł zostając mistrzem w biegu na 3000 metrów z przeszkodami na igrzyskach olimpijskich w 1964 w Tokio. 6 września 1965 poprawił własny rekord świata z wynikiem 8:26,4. Zdobył brązowy medal w tej konkurencji na mistrzostwach Europy w 1966 w Budapeszcie. Był także ósmy na tych mistrzostwach w biegu na 10 000 metrów.
Od 1966 startował głównie na dłuższych dystansach. W tym roku ustanowił rekordy świata w biegu na 20 000 metrów (58:06,2) i w biegu godzinnym (20 664 m). Na igrzyskach olimpijskich w 1968 w Meksyku zajął 7. miejsce w biegu na 3000 metrów z przeszkodami i 11. miejsce w biegu maratońskim. Został srebrnym medalistą w maratonie na mistrzostwach Europy w 1969 w Atenach, a w biegu na 10 000 metrów był piąty. Na mistrzostwach Europy w 1971 w Helsinkach był piąty w maratonie i nie ukończył biegu na 10 000 metrów.
W 1972 poprawił własne rekordy świata na 20 000 m (57:44,4) i w biegu godzinnym (20 878 m). Nie ukończył biegu maratońskiego na igrzyskach olimpijskich w 1972 w Monachium. W 1974 został brązowym medalistą w tej konkurencji na mistrzostwach Europy w Rzymie.
Roelants zwyciężał także w międzynarodowych mistrzostwach w biegach przełajowych w 1962, 1967, 1969 i 1972, a w 1960, 1963 i 1970 był w nich drugi. Był mistrzem Belgii w biegu 1500 metrów w 1963, w biegu na 5000 metrów w 1969, w biegu na 10 000 metrów w 1965, 1966, 1969 i 1972, w biegu  na 3000 metrów z przeszkodami od 1960 do 1967, a w biegu przełajowym od 1961 do 1964, od 1966 do 1970 i w 1972.